# Pål Schiefloe
Pål Schiefloe (29 febbraio 1956) è un ex calciatore norvegese, di ruolo portiere.

## Carriera
Schiefloe ha vestito la maglia dell'Haugar. Il 16 settembre 1980, ha giocato la prima partita nella Coppa delle Coppe 1980-1981, venendo schierato titolare nel pareggio per 1-1 maturato sul campo del Sion. L'Haugar, al tempo militante in 2. divisjon, ha disputato questa manifestazione in virtù della sconfitta in finale nel Norgesmesterskapet 1979 contro il Viking; il contemporaneo successo in campionato della squadra ha garantito quindi l'accesso della squadra alla Coppa delle Coppe.
Al termine del campionato 1980, l'Haugar ha centrato la promozione nella massima divisione norvegese. Nel corso del 1981, Schiefloe ha pertanto giocato in 1. divisjon. Con la maglia dell'Haugar, Schiefloe ha disputato complessivamente 223 incontri.